# Edgardo Fariña
Edgardo Isaac Fariña Wynter (Panama, 19 ottobre 2001) è un calciatore panamense, difensore del Pari Nižnij Novgorod e della nazionale panamense.

## Carriera

### Club
Fariña è cresciuto nei settori giovanili di Rio Abajo e Plaza Amador per poi iniziare la sua carriera calcistica con l'Atlético Nacional, dove ha giocato nella seconda divisione del campionato panamense fra il 2020 ed il 2021.
Nell'agosto del 2021 è stato acquistato dall'Indep. La Chorrera dove ha esordito nella Liga Panameña de Fútbol il 14 agosto nell'incontro perso 1-0 contro il Veraguas Utd. Utilizzato con poca frequenza, nel 2022 è passato in prestito all'Universitario. Nel 2023, sempre in prestito, è passato al CSD Municipal in Guatemala.
Nella stagione 2024-2025 ha realizzato 3 reti in 14 presenze nella prima divisione russa con la maglia del Chimki.

### Nazionale
Ha giocato nella nazionale panamense Under-23.
Ha debuttato con la nazionale maggiore panamense il 13 marzo 2023 nell'incontro amichevole pareggiato 1-1 contro il Guatemala.
Il 14 giugno 2024 è stato incluso nella lista finale di convocati per la Copa América 2024.
Nel 2025 ha partecipato alla CONCACAF Gold Cup.

## Statistiche

### Presenze e reti nei club
Statistiche aggiornate al 19 giugno 2024.
| Stagione        | Squadra            | Campionato      | Campionato | Campionato | Coppe nazionali | Coppe nazionali | Coppe nazionali | Coppe continentali | Coppe continentali | Coppe continentali | Altre coppe | Altre coppe | Altre coppe | Totale | Totale | Totale |
| Stagione        | Squadra            | Comp            | Pres       | Reti       | Comp            | Pres            | Reti            | Comp               | Pres               | Reti               | Comp        | Pres        | Reti        | Pres   | Reti   |        |
| --------------- | ------------------ | --------------- | ---------- | ---------- | --------------- | --------------- | --------------- | ------------------ | ------------------ | ------------------ | ----------- | ----------- | ----------- | ------ | ------ | ------ |
| 2021            | Indep. La Chorrera | LPF             | 4          | 0          | CP              | 0               | 0               | CL                 | 2                  | 0                  |             | -           | -           | 6      | 0      |        |
| 2022            | Indep. La Chorrera | LPF             | 3          | 0          | CP              | 0               | 0               |                    | -                  | -                  |             | -           | -           | 3      | 0      |        |
| 2022            | Universitario      | LPF             | 16         | 1          | CP              | 0               | 0               |                    | -                  | -                  |             | -           | -           | 16     | 1      |        |
| 2023            | Universitario      | LPF             | 10         | 0          | CP              | 0               | 0               |                    | -                  | -                  |             | -           | -           | 10     | 0      |        |
| 2023-2024       | CSD Municipal      | LN              | 27         | 0          | CG              | 0               | 0               |                    | -                  | -                  |             | -           | -           | 27     | 0      |        |
| Totale carriera | Totale carriera    | Totale carriera | 60         | 1          |                 | 0               | 0               |                    | 2                  | 0                  |             | -           | -           | 62     | 1      |        |

### Cronologia presenze e reti in nazionale
| Cronologia completa delle presenze e delle reti in nazionale ― Panama | Cronologia completa delle presenze e delle reti in nazionale ― Panama | Cronologia completa delle presenze e delle reti in nazionale ― Panama | Cronologia completa delle presenze e delle reti in nazionale ― Panama | Cronologia completa delle presenze e delle reti in nazionale ― Panama | Cronologia completa delle presenze e delle reti in nazionale ― Panama | Cronologia completa delle presenze e delle reti in nazionale ― Panama | Cronologia completa delle presenze e delle reti in nazionale ― Panama |
| Data                                                                  | Città                                                                 | In casa                                                               | Risultato                                                             | Ospiti                                                                | Competizione                                                          | Reti                                                                  | Note                                                                  |
| --------------------------------------------------------------------- | --------------------------------------------------------------------- | --------------------------------------------------------------------- | --------------------------------------------------------------------- | --------------------------------------------------------------------- | --------------------------------------------------------------------- | --------------------------------------------------------------------- | --------------------------------------------------------------------- |
| 12-3-2023                                                             | San Jose                                                              | Guatemala                                                             | 1 – 1                                                                 | Panama                                                                | Amichevole                                                            | -                                                                     | 94’                                                                   |
| 23-3-2023                                                             | Buenos Aires                                                          | Argentina                                                             | 2 – 0                                                                 | Panama                                                                | Amichevole                                                            | -                                                                     | 62’ 68’                                                               |
| 9-6-2024                                                              | Managua                                                               | Montserrat                                                            | 1 – 3                                                                 | Panama                                                                | Qual. Mondiali 2026                                                   | -                                                                     |                                                                       |
| 23-6-2024                                                             | Miami Gardens                                                         | Uruguay                                                               | 3 – 1                                                                 | Panama                                                                | Coppa America 2024 - 1º turno                                         | -                                                                     |                                                                       |
| 27-6-2024                                                             | Atlanta                                                               | Panama                                                                | 2 – 1                                                                 | Stati Uniti                                                           | Coppa America 2024 - 1º turno                                         | -                                                                     | 90+2’                                                                 |
| 1-7-2024                                                              | Orlando                                                               | Bolivia                                                               | 1 – 3                                                                 | Panama                                                                | Coppa America 2024 - 1º turno                                         | -                                                                     |                                                                       |
| 6-7-2024                                                              | Glendale                                                              | Colombia                                                              | 5 – 0                                                                 | Panama                                                                | Coppa America 2024 - Quarti di finale                                 | -                                                                     | 64’                                                                   |
| 12-10-2024                                                            | Austin                                                                | Stati Uniti                                                           | 2 – 0                                                                 | Panama                                                                | Amichevole                                                            | -                                                                     | 61’                                                                   |
| 14-11-2024                                                            | San José                                                              | Costa Rica                                                            | 0 – 1                                                                 | Panama                                                                | CONCACAF Nations League 2024-2025 - Quarti di finale                  | -                                                                     |                                                                       |
| 18-11-2024                                                            | Panama                                                                | Panama                                                                | 2 – 2                                                                 | Costa Rica                                                            | CONCACAF Nations League 2024-2025 - Quarti di finale                  | -                                                                     |                                                                       |
| 20-3-2025                                                             | Inglewood                                                             | Stati Uniti                                                           | 0 – 1                                                                 | Panama                                                                | CONCACAF Nations League 2024-2025 - Semifinale                        | -                                                                     |                                                                       |
| 23-3-2025                                                             | Inglewood                                                             | Messico                                                               | 2 – 1                                                                 | Panama                                                                | CONCACAF Nations League 2024-2025 - Finale                            | -                                                                     | 90+3’                                                                 |
| 10-6-2025                                                             | Panama                                                                | Panama                                                                | 3 – 0                                                                 | Nicaragua                                                             | Qual. Mondiali 2026                                                   | -                                                                     | 74’                                                                   |
| 20-6-2025                                                             | San Jose                                                              | Guatemala                                                             | 0 – 1                                                                 | Panama                                                                | Gold Cup 2025 - 1° turno                                              | -                                                                     | 87’                                                                   |
| 24-6-2025                                                             | Austin                                                                | Panama                                                                | 4 – 1                                                                 | Giamaica                                                              | Gold Cup 2025 - 1° turno                                              | -                                                                     | 72’                                                                   |
| Totale                                                                |                                                                       | Presenze                                                              | 15                                                                    |                                                                       | Reti                                                                  | 0                                                                     |                                                                       |